# سیستم اطلاعات سلامت ناحیه

## اهداف
کاملا بدیهی است که هرچه اطلاعات سیاست‌گذاران نظام سلامت از وضعیت سلامت افراد غنی‌تر و دقیق‌تر باشد، تصمیمات آن‌ها هدفمندتر خواهد بود. از این رو ارتقاء نظام‌های ثبت اطلاعات سلامت ، یکی از راهکارهای مؤثر در زمینه بهبود روند تصمیم‌گیری‌ در این حوزه است. از سوی دیگر دستیابی به یک نظام ثبت جامع و بدون نقص، ابعاد فراوان و جزئیات بسیاری دارد.
پروژه تحقیقاتی جهانی HISP که به‌عنوان یکی از بزرگ‌ترین موفقیت‌های بین‌المللی دانشگاه اسلو شناخته می‌شود، با توسعه نرم افزار متن‌باز DHIS2 گامی بزرگ در طراحی یک سیستم فناوری اطلاعات برای جمع‌‌آوری، اعتبارسنجی، تجزیه و تحلیل و ارائه داده‌ها برای فعالیت‌های مدیریت اطلاعات سلامت برداشته‌است.

## تحقیقات HISP و DHIS2
DHIS2 توسط مرکز HISP در دانشگاه اسلو (UIO)، ذیل گروه انفورماتیک توسعه و نگهداری می‌شود. همچنین از زمانی که نرم‌افزار اصلی DHIS به‌ عنوان یک پروژه تحقیقاتی در زمینه تقویت سیستم اطلاعات سلامت در آفریقای جنوبی در دهه ۱۹۹۰ ایجاد شد، تحقیقات آکادمیک نقش کلیدی در جنبش HISP ایفا کرده‌است. دامنه تحقیقات این جنبش فراتر از نرم‌افزار DHIS2 است اما به اکوسیستم فنی - اجتماعی گسترده‌تر سیستم‌های اطلاعات سلامت از جمله مواد، افراد، شایستگی‌ها، مؤسسات و شیوه‌های آن‌ها نیز گسترش می‌یابد.
HISP همچنین یک جنبش جهانی برای تقویت سیستم‌های اطلاعات سلامت در کشورهای در حال توسعه است. HISP در UIO یکی از سازمان‌های پیشرو در این جنبش است و مشارکت‌ها شامل ظرفیت‌سازی و پشتیبانی در داخل کشور، تحقیق، برنامه دکترا و میزبانی تیم توسعه نرم‌افزار اصلی DHIS2 می‌باشد.
در داخل HISP سیستم‌های اطلاعات سلامت را با پیروی از یک رویکرد عمل‌گرا و مشارکتی طراحی، اجرا و حفظ می‌کنیم. هدف اصلی ما حمایت از مدیریت محلی ارائه مراقبت‌های بهداشتی و جریان‌های اطلاعاتی در مراکز درمانی منتخب، ولسوالی‌ها و استان‌ها و گسترش بیشتر آن در داخل و در کشورهای درحال‌توسعه است. شایان ذکر است که نرم‌افزار DHIS2 به عنوان یک کالای عمومی دیجیتال در سطح جهانی عرضه می‌شود.

## نسخه‌ها
چند نسخه
- DHIS 1.4
- DHIS 2
- DHIS 1.3

## اقدام‌پژوهی مشارکتی
DHIS2 محصول یک پروژه اقدام‌پژوهی مشارکتی طولی ۲۰ ساله است، که ریشه در سنت اسکاندیناوی دموکراسی محل کار و فعالیت ضد آپارتاید آفریقای جنوبی دارد. اقدام‌پژوهی شامل فعالیت‌های مشترکی است که بین کاربران و محققان به همراه توسعه‌دهندگان و سایر ذی‌نفعان انجام می‌شود، تا طراحی سیستم، توسعه، تقویت ظرفیت، آزمایش سیستم و موارد دیگر را امکان‌پذیر سازد، و تحقیقات را با عمل با هدف تولید دانش علمی جدید همراه با دانش عملی مرتبط، مرتبط کند. برای طراحی، توسعه و استفاده از سیستم مورد استفاده قرار می‌گیرد.
تحقیق اقدام مشارکتی به تیم‌های تقویت ظرفیت HISP UIO و پلتفرم نرم‌افزار اطلاع می‌دهد، و بنابراین مستقیماً بر توسعه و پیشرفت گسترده‌تر DHIS2 تأثیر می‌گذارد. عملکرد جدید در برنامه‌های کاربردی در مقیاس کوچک روی زمین آزمایش می‌شود و در صورت موفقیت‌آمیز شدن، جذب، پیاده‌سازی و در سراسر پلتفرم جهانی عمومی، به اشتراک گذاشته می‌شود. به موازات آن، این تجربیات مهم پیاده‌سازی در متون علمی ثبت شده، و در رویدادهای حرفه‌ای مانند آکادمی‌های DHIS2 به اشتراک گذاشته شده‌است.
در UIO، فعالیت‌های DHIS2 یک «آزمایشگاه زنده» است که در آن تحقیق، نوآوری و توسعه نرم‌افزار، به‌طور یکپارچه هم سو هستند. همکاری در سراسر و درون شبکه گسترده‌تر HISP، کاوش می‌شد. همان‌طور موردهای جدیدی استفاده شد (به عنوان مثال نظارت بر بیماری یا برنامه‌های کاربردی در بخش آموزش) و آزمایش با قابلیت‌ها و فناوری‌های جدید (به‌عنوان‌مثال ابر و تلفن‌های هوشمند) باعث تکامل و انتشار مداوم DHIS2 می‌شود.

### نسخه‌های سری اول DHIS
نسخه‌های سری اول DHIS به سال ۱۹۹۶ برمی‌گردد که در آن از بانک اطلاعاتی اکسس مایکروسافت به همراه ویژوال بیسیک برای منطق و رابط برنامه و اکسل برای گزارش‌ها استفاده شد.

### نسخه‌های سری دوم DHIS
DHIS نسخه 2 (از سال 2004) ادامه DHIS نسخه 1 است که با استفاده از چارچوب‌ها و ابزارهای منبع‌باز جاوا مانند Spring Framework، Hibernate، Struts2، Maven و  JUnit توسعه یافته و به عنوان یک برنامه کاربردی وب در دسترس است. آخرین نسخه منتشر شده از DHIS 2 تحت ورژن بندی 2.39 (از اکتبر 2022) عرضه شده‌است.

#### ويژگی‌های DHIS2

##### مدیریت داده‌ها و تجزیه و تحلیل
سیستم DHIS2 یک مجموعه مدیریت و تجمیع داده بر اساس ساختار متادیتا را ارائه نموده است. تمامی امکانات مدیریتی این مجموعه از طریق یک رابط کاربری پیکربندی شده و در دسترس قرار دارد. از طریق این رابط کاربری می‌توان عناصر مربوط به داده‌ها، فرم‌های ورود داده، قواعد کنترل کیفیت، تعاریف شاخص‌ها و نحوه گزارش‌گیری را مشخص نمود. بدین ترتیب یک مجموعه کامل مدیریت داده در یک بستر واحد در اختیار کاربر قرار می‌گیرد.

##### سامانه اطلاعات جغرافیایی
DHIS2 دارای ویژگی های GIS مبتنی بر وب است که به کاربر امکان می‌دهد تا نقشه‌های موضوعی مناطق و نقاط را مشاهده کند. همچنین امکان اضافه نمودن لایه‌های مختلف به نقشه‌های مورد نظر وجود دارد. به عنوان نمونه می‌توان لایه‌های محل‌های درمانی و شیوع بیماری‌ها را بر روی یک نقشه مشاهده و از روی آن به استنتاج لازم رسید. این سیستم از نقشه گوگل به عنوان مبنا استفاده می‌کند.

##### نمودارها
این نرم‌افزار از تمامی فرمت‌های استاندار نمودارها مانند میله‌ای، دایره‌ای، روند زمانی و پراکندگی پشتیبانی می‌کند. علاوه بر این با وجود امکان شخصی‌سازی و ایجاد فیلتر بر روی نمودارها می‌تواند گراف‌های مد نظر خود را به وسیله استاندارهای پایه موجود ایجاد کند.
یکی دیگر از نقاط قوت DHIS2 در بحث مصورسازی داده‌ها امکان توسعه برنامه R در چارچوب عرضه شده در این مجموعه است. 

##### جداول محوری
سیستم DHIS2 همچنین دارای یک جدول محوری است که این امکان را برای مخاطب فراهم می‌آورد تا با فراخوانی متغیرها بر روی ستون‌ها و سطرهای جداول تمام ابعاد داده را مورد تجزیه و تحلیل قرار دهد.
این نرم‌افزار ویژگی استخراج نتایج جداول را در نسخه استاندارد خود فراهم آورده‌است. بدین ترتیب کاربران می توانند نتایج بررسی‌های خود را به صورت فرمت رایج که توسط اکثر نرم‌افزارهای اداری مانند مایکروسافت اکسل پشتیبانی می‌شود، ذخیره نمایند. 